# Johann Georg Gmelin
Johann Georg Gmelin (oroszul Иоганн Георг Гмелин; Tübingen, 1709. augusztus 12. – Tübingen, 1755. május  20.) német botanikus, természettudós, utazó, Johann Georg Gmelin (1684–1728) fia, Szibéria természetföldrajzának 18. századi kutatója.

## Életpályája
Apja patikus és kémikus volt. A fiú 13 évesen kezdte orvosi és  természettudományi tanulmányait a Tübingeni Egyetemen és 1727-ben orvosi doktorátust szerzett. Amikor az egyetem két tanárát meghívák a szentpétervári Akadémiára, a csatlakozás lehetőségét kihasználva 1727. augusztus végén Johann Gmelin is velük utazott Oroszországba. 
Kezdetben segédkezett az akadémikusok kutatásaiban, valamint a Kunsztkamera ásványi és fosszília katalógusának összeállításán dolgozott. 1730 végén adjunktus lett, két hónappal később már az Akadémia kémiai és természettudományi professzorává választották. 1732-től előadásokat tartott az Akadémia egyetemén, közben jelentkezett a Vitus Bering vezetésével szerveződő második kamcsatkai expedícióba (1733–1743). Gerhard Friedrich Müllerrel együtt vett részt a nagy vállalkozás ún. akadémiai kutatócsoportjában. 1733 augusztusában indultak útnak, közel tíz évre elhagyva Szentpétervárt. Kamcsatkára ugyan nem jutottak el, de Nyugat- és Kelet-Szibéria végtelen tájairól sok új ismeretet szereztek és rendkívül gazdag anyagot gyűjtöttek az Akadémiának. Az expedíció tagjaként Gmelin elsősorban botanikai, zoológiai és ásványtani kutatásokkal foglalkozott. Tanulmányozta a szibériai flórát és faunát, felkereste az Urál és Nyugat-Szibéria déli részének már működő üzemeit (manufaktúráit), kutatott az Altaj északnyugati részén, leírta a Vityim menti hegyeket, a Bajkált és környékét, feljegyezte a talált ásványi kincsek lelőhelyeit. 1736 őszén a Léna parti Jakutszkban Gmelin lakrésze kigyulladt, a tűzben az általa gyűjtött anyag és kéziratainak nagy része elpusztult. Későbbi útjain ezeket is igyekezett pótolni. 
Az expedíció vezetője, Vitus Bering többször megtagadta a viszonylag önállóan dolgozó akadémiai csoporttól a szükséges anyagokat és felszerelést. A nézeteltérések miatt 1739-ben Gmelin és Müller levélben kérte az Akadémiától, hogy visszatérhessen Szentpétervárra. Közben a válaszra várva folytatták a munkát.
Miután Johann Gmelin 1743-ban visszatért Szentpétervárra, vitái támadtak az Akadémia vezetésével, elsősorban Johann Daniel Schumacher akadémiai titkárral. 1744-ben szerződésének lejártára és egészségi állapotára hivatkozva kérvényezte elbocsátását, hogy hazatérhessen. Végül 1747-ben új, kedvezőbb szerződést írt alá az Akadémiánál avval, hogy egyéves szabadságra külföldre utazhat. Németországból azonban nem tért vissza. 
1748-ban a Tübingeni Egyetem botanikai tanszékvezetői állása megüresedett, és a posztra Gmelint választották meg. A tudós kérte a szentpétervári Akadémia elnökét, hogy mentesítsék a visszatérés kötelezettsége alól, és ígéretet tett Szibériában gyűjtött anyaga rendezésére. A cári udvar ezt árulásnak tekintette, de végül az ügyet elsimították, és Gmelin teljesített ígéretét. Szülővárosában élete végéig az egyetem kémia és botanika professzora volt. Szélütés (agyi érkatasztrófa) következtében halt meg 1755-ben.

## Fő művei
- Flora sibirica sive Historia plantarum Sibiriae. 4 kötet, Szentpétervár, 1747–1769

Első kötete 1747-ben jelent meg; ezt 1749-ben követte a második, melynek anyagát a szerző külföldről küldte Szentpétervárra. A harmadik és a negyedik kötetet 1768-ban és 1769-ben adták ki, anyaguk Gmelin halála után került Szentpétervárra, és unokatestvére, Samuel Gottlieb Gmelin (1744–1774) vett részt a szerkesztés és a kiadás munkájában.
A monográfiában szereplő 1178 növényfajból mintegy 500-nak először jelent meg itt a leírása.
- D. Johann Georg Gmelins Reise durch Sibirien, von dem Jahr 1733 bis 1743. 4 kötet, Göttingen 1751–1752. A munka Johann Gmelin szibériai utazásának német nyelvű leírása. 1767-ben Párizsban is megjelent francia nyelven. Oroszul soha nem adták ki, mivel az Akadémia vezetősége elfogadhatatlannak tartotta Gmelinnek a szibériai állapotokra és hivatalnokok magatartására vonatkozó egyes megállapításait.
  - Az első kötet (1733–1735) az expedíció útvonalát írja le Szentpétervárról Kazany, Tobolszk, Szemipalatyinszk (ma: Szemej), Uszty-Kamenogorszk (ma: Öszkemen), Tomszk, Jenyiszejszk, Krasznojarszk, Irkutszk útvonalon a Szelenga partján fekvő Szelenginszkig.
  - A második kötet (1735–1737) a Bajkálontúlon át a kínai határig, a Lénán lefelé Jakutszkig.
  - A harmadik (1737–1740) és a negyedik kötet (1740–1743) a Jakutszkból való visszaút leírása.

Ebben a munkájában Johann Gmelin elsőként jelölte meg a Jenyiszejt a Nyugat- és Kelet-Szibériát elválasztó természetes (természetföldrajzi) határként. Nagy jelentőségűek a Bajkál-tó környéki földrengésekről, az uráli és szibériai bányászat helyzetéről szóló információi, valamint az Urál és az Altaj vidékén működött 18 üzem munkájának leírásai. A kötetek sok egyéb mellett néprajzi adatokat és leírásokat is tartalmaznak a szibériai tatárokról (tobolszki, tomszki, barabai, kuznyecki, csulimi tatárok), a kacsinok, a beltirek, a szagajok, a teleutok, a burjátok, a tunguzok (evenkik) és a jakutok (szahák) népcsoportjairól.
- Gmelin már 1731-ben elkezdte és 1733-ig nagyrészt elvégezte a Kunstkamera ásványi és fosszília katalógusainak összeállítását és Szibériából visszatérve kiegészítette a kéziratot. A katalóguson 1741-től Lomonoszov is dolgozott, és sokáig őt tekintették az 1745-ben megjelent katalógus szerzőjének. A későbbi szakértői vizsgálat kiderítette, hogy kiegészítései nem voltak jelentősek, és hogy a katalógus szerzője kétségtelenül Johann Gmelin.